# Wilkanów

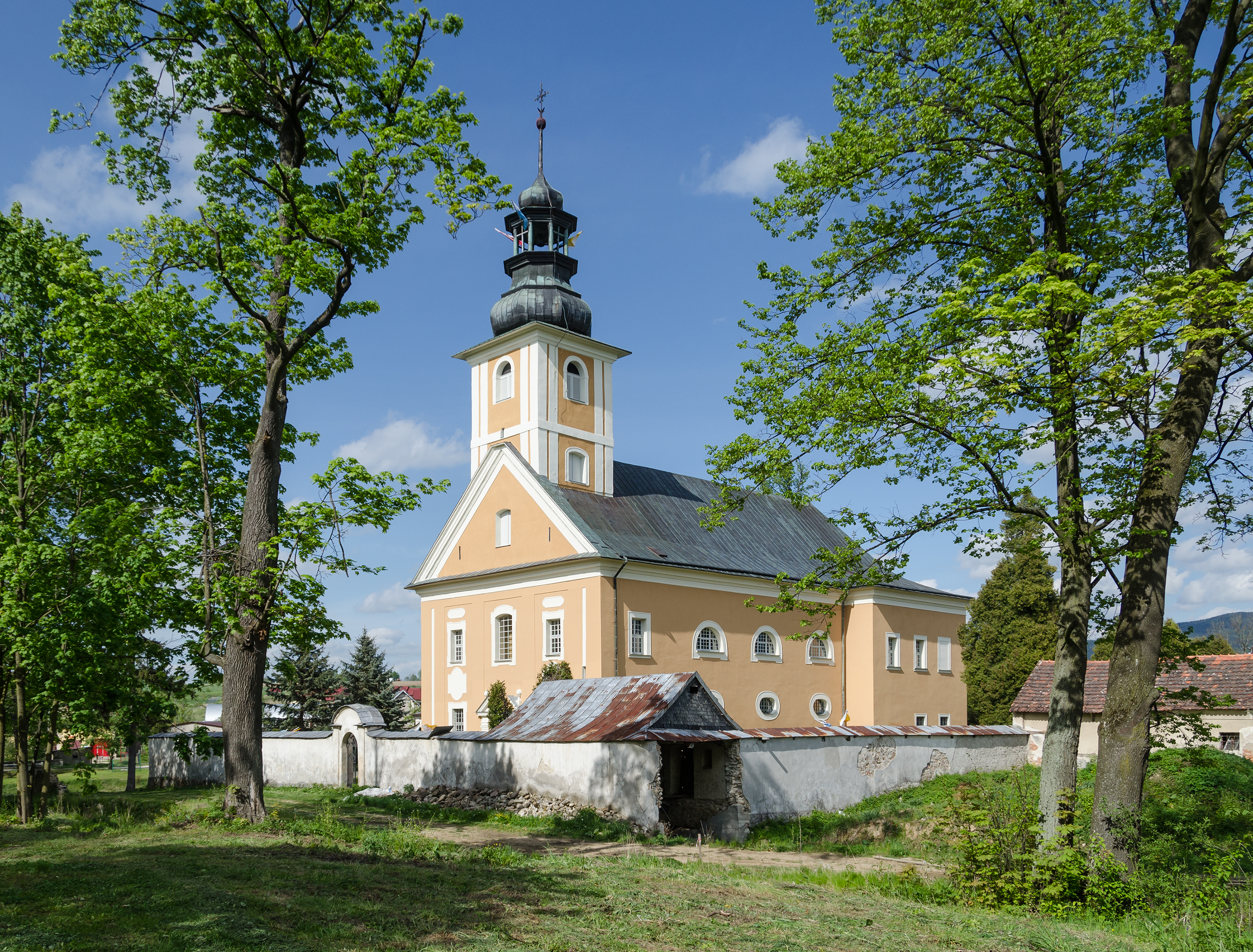
Pfarrkirche St. Georg

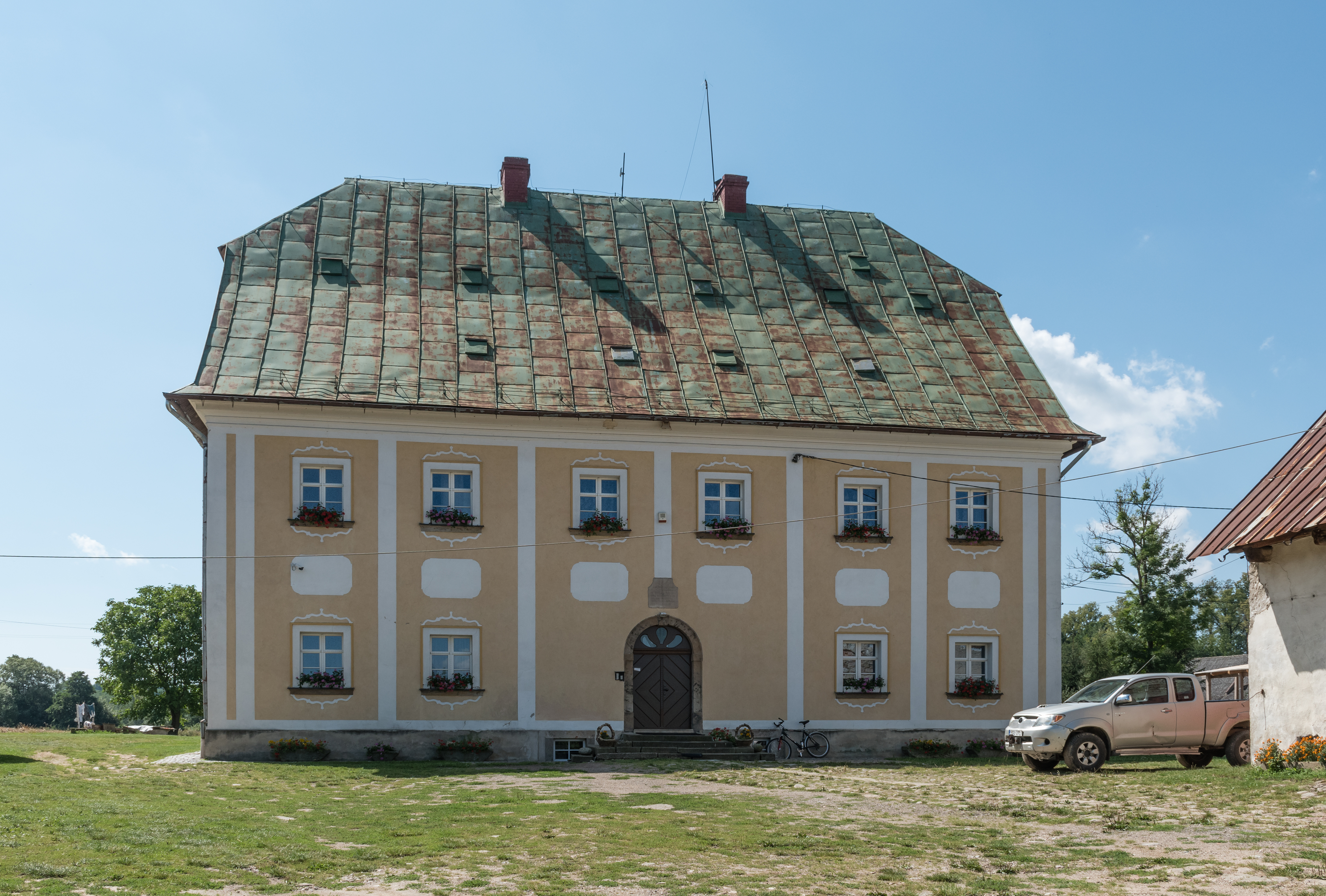
Denkmalgeschütztes Pfarrhaus

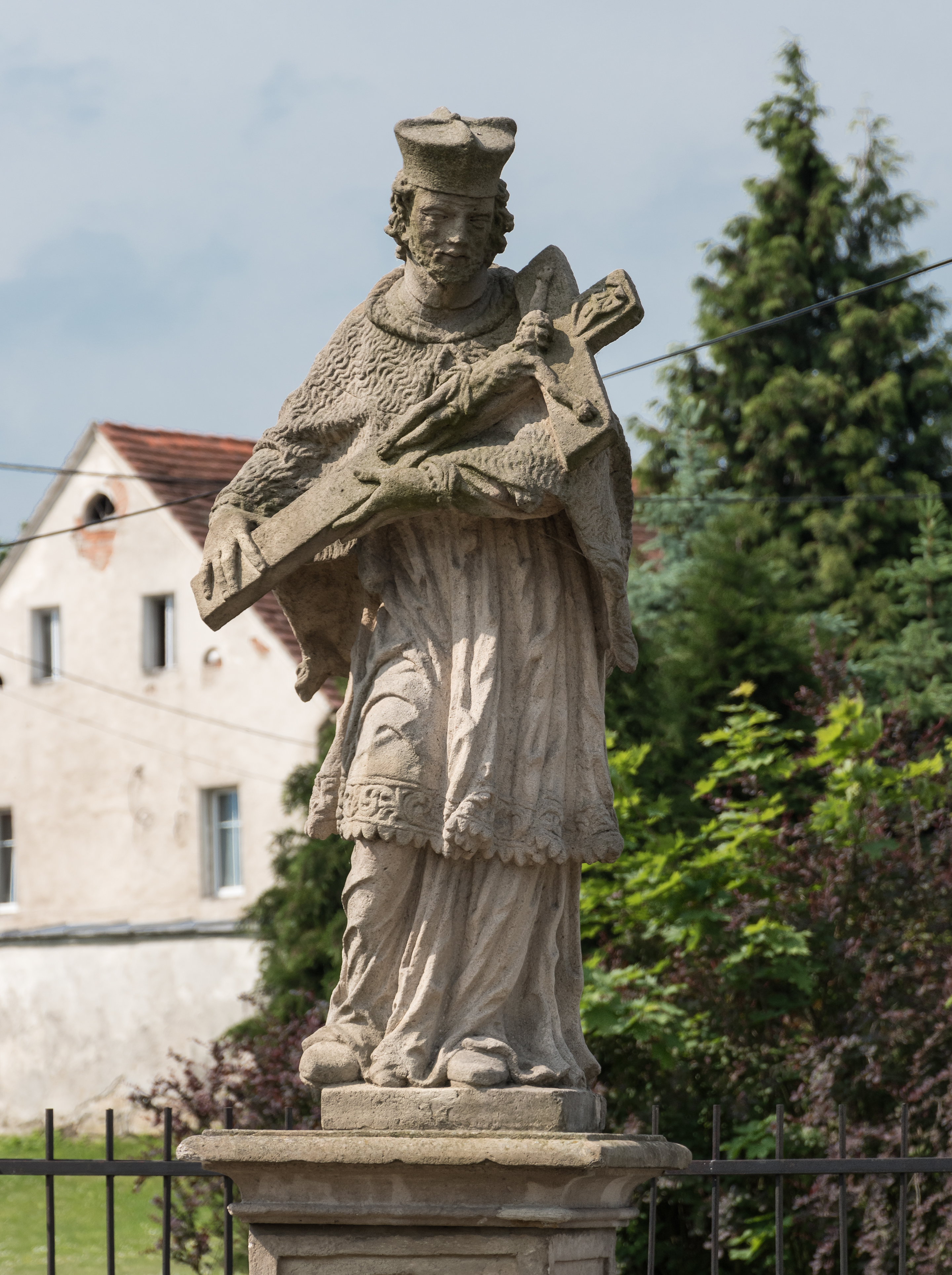
Figur des hl. Johannes Nepomuk

Wilkanów (deutsch: Wölfelsdorf) ist ein Ort in der Stadt- und Landgemeinde Bystrzyca Kłodzka im Powiat Kłodzki der Wojewodschaft Niederschlesien in Polen. Es liegt sechs Kilometer südöstlich von Bystrzyca Kłodzka (Habelschwerdt) und zieht sich neun Kilometer am Wölfelbach (polnisch Wilczka) entlang.

## Geschichte
Das stattliche Bauerndorf wurde erstmals 1341 als „Wolfilsdorf“ erwähnt. Weitere Schreibweisen waren 1342–1366 „Wolfilsdorf“, „Welfelsdorf“ und „Welfsdorf“, 1490 „Wolfsdorf“ und 1631 schließlich Wölfelsdorf. Es gehörte zum Distrikt Habelschwerdt im Glatzer Land, mit dem es die Geschichte seiner politischen und kirchlichen Zugehörigkeit von Anfang an teilte.
Die Herrschaft Wölfelsdorf gehörte ursprünglich den Herren von Glubos (Glaubitz) auf Mittelwalde, von etwa 1430–1531 den Herren von Tschischwitz (Zischwitz), um 1552 dem Georg Primster von Kammerstein und um 1560 dem Adelsgeschlecht Gellhorn. 1597 gelangte sie an Michael von Tschirnhaus, nach dessen Tod 1607 an seine Söhne Friedrich, Hans und David Heinrich, die in den Freiherrenstand erhoben wurden. Zugleich wurde das Wölfelsdorfer Lehen ins Erbe gesetzt. Als Anhänger des böhmischen Königs Friedrich von der Pfalz wurde David Heinrich von Tschirnhaus von diesem am 12. Mai 1620 zum Glatzer Landeshauptmann ernannt. Nachdem die Kaiserlichen 1622 Glatz zurückerobert hatten, wurde David Heinrich seines Amtes enthoben. Zudem wurden wegen seiner Beteiligung am Böhmischen Ständeaufstand von 1618 seine Besitzungen durch den böhmischen Landesherrn Ferdinand II. konfisziert. 1653 gelangte Wölfelsdorf an die Reichsgrafen von Althann. Der Glatzer Landeshauptmann Michael Wenzel von Althann erbaute 1681–1686 das viergeschossige Schloss, das – zusammen mit dem zugehörigen Grundbesitz – bis zur Enteignung 1945 der Familie von Althann gehörte.
Zusammen mit der Grafschaft Glatz fiel Wölfelsdorf nach dem Ersten Schlesischen Krieg 1742 und endgültig mit dem Hubertusburger Frieden 1763 an Preußen. 1807 wurde die Gutsuntertänigkeit abgeschafft. Nach der Neugliederung Preußens gehörte Wölfelsdorf ab 1815 zur Provinz Schlesien und war zunächst dem Landkreis Glatz und ab 1818 dem neu geschaffenen Landkreis Habelschwerdt eingegliedert, mit dem es bis 1945 verbunden blieb. 1874 wurde der Amtsbezirk Wölfelsdorf aus den Landgemeinden Urnitz, Weisbrodt, Wölfelsdorf und Wölfelsgrund sowie den Gutsbezirken Urnitz, Weisbrodt und Wölfelsdorf gebildet. 1939 wurden 1666 Einwohner gezählt.
Als Folge des Zweiten Weltkrieges fiel Wölfelsdorf mit dem größten Teil Schlesiens 1945 an Polen und wurde in Wilkanów umbenannt. Die deutsche Bevölkerung wurde vertrieben. Die neu angesiedelten Bewohner waren teilweise Zwangsumgesiedelte aus Ostpolen, das an die Sowjetunion gefallen war. 1975–1998 gehörte Wilkanów zur Woiwodschaft Wałbrzych (Waldenburg).

## Sehenswürdigkeiten
- Die Pfarrkirche St. Georg (Kościół Św. Jerzego) wurde erstmals 1384 erwähnt. 1516 wurde anstelle der ursprünglichen Holzkirche der heutige Bau errichtet und 1697–1701 im Auftrag der Familie von Althann durch den Baumeister Jacopo Carove umgebaut. Die Kirche besitzt eine reiche Barockausstattung, die von Michael Klahr d. Ä. geschaffen wurde:
  - Der Hauptaltar mit dem Tabernakelaufbau und Kruzifix wird bekrönt von der Figur des Gotteslammes und den Statuen Adam und Eva sowie den hll. Gregor und Melchisedech.
  - Die Kanzel schmücken die Vier Evangelisten, dazwischen sind Flachreliefs des lehrenden Christus und auf dem Baldachin umstehen Apostel eine große Weltkugel, auf der der Segnende Christus steht. Im Strahlenkranz, von Engeln umgeben, Gottvater.
  - Die Seitenaltäre sind der Muttergottes und dem hl. Joseph geweiht. Die Altarbilder schuf F. Bartsch 1745–1755.
  - Das spätgotische Triptychon mit einer gotischen Madonnenstatue auf dem Seitenaltar war ursprünglich in der Kirche von Urnitz.
- Das zweigeschossige Pfarrhaus mit einem repräsentativen Treppenhaus wurde 1773 errichtet.
- Das barocke Schloss Wölfelsdorf wurde 1661–1686 als Sommersitz von den Reichsgrafen von Althann nach Entwurf des Baumeisters Jacopo Carove errichtet. Es war mit reicher Steinmetzdekoration und Sgraffito verziert. Nach dem Zweiten Weltkrieg wurde es dem Verfall preisgegeben. Der ehemalige Ziergarten und der große französische Park nördlich des Schlosses sind verwahrlost. Teile eines steinernen Bassins und Reste von Skulpturen sind noch erhalten.
- Die zum Pfarrsprengel Wölfelsdorf gehörende Wallfahrtskirche Maria Schnee auf dem Spitzigen Berge (Góra Igliczna) kann von Międzygórze (Wölfelsgrund) aus in etwa einer Stunde erreicht werden.
- Figur des böhmischen Landesheiligen Johannes Nepomuk und andere Bildstöcke

## Persönlichkeiten
- Ignaz Seliger (1752–1812), Pfarrer, erzbischöflicher Notar und Bryologe
- Franz Dittert (1857–1937), Pfarrer von Mittelwalde sowie Großdechant und Vikar der Grafschaft Glatz